# ジョー・ギャンブル
ジョセフ・フィンバー・"ジョー"・ギャンブル（Joseph Finbar "Joe" Gamble、1982年1月14日 - ）は、アイルランドの元サッカー選手。元アイルランド代表。ポジションはMF。

## クラブ歴

### コーク・シティFC
コークに生まれた彼は、1998年にコーク・シティFCのユースに加入した。トップチームに昇格し、デビュー戦となったのは2000年7月に行われたスーパーカップでのボヘミアンFC戦であった。その直後、イングランドのレディングFCに0円移籍し、クローリー・タウンFCやバーネットFCにレンタル移籍した。その後2004年にコーク・シティFCに復帰し、2005年11月のリーグ・オブ・アイルランド制覇に大きく貢献した。 
その後、FAIカップやセタンタ・スポーツ・カップの制覇にもコーク・シティFC時代に経験した。

### ハートリプール・ユナイテッドFC
コーク・シティFCが財政的に苦しむと、彼は新たな所属先を探す事を許可され、2009年12月にハートリプール・ユナイテッドFCのトライアルに参加した。
ここで監督のクリス・ターナーが彼に感銘を受け、2010年1月5日に完全移籍でハートリプール・ユナイテッドFCに移籍した。ここではかつてコーク・シティFCでチームメイトであったデニス・ベハンと再会した。
2011年5月には他9人の選手とともにクラブからの契約更新が打診されなかったため、移籍する事となった。

### リムリックFC
2011年6月23日にはリムリックFCと契約を交わした。同チームでの初出場は同年7月16日のアスローン・タウンAFCとのアウェー戦であった。その後パット・スカーリー監督の下、重要な選手として起用され、クラブの昇格争いに貢献した。シーズン中の契約であったもののミッドフィールダーとして13試合に出場したが、プレーオフでモナハン・ユナイテッドFCに敗れて昇格とはならなかった。

### ブルネイDPMM FC
リムリックFCから放出されると、2013年11月24日にSリーグに所属するブルネイDPMM FCの2週間のトライアルにフランシス・ジェファーズと共に参加した。トライアルの後にブルネイDPMM FCはロベルト・アルヴィジ、ボリス・ラスプディッチと共に彼を獲得する事を発表した。2015年8月23日のヤング・ライオンズ戦で初得点を挙げた。その後、11月21日には同クラブはSリーグを制覇した。

## 代表歴
ユース年代ではコーク・シティFC及びレディングFCに在籍した頃にU-21代表として8試合に出場し1得点を獲得している。この得点はデンマークU-21代表とのターナーズ・クロスで行われたホーム戦で獲得したもので、チームは3-2でこの試合に勝利した。
2006年にはeircomリーグチームの一員に選ばれ、年間最優秀選手の候補に挙がった。代表監督のスティーヴ・ストーントンには彼のコーク・シティFCでの活躍は知られていなかったが、2006年5月に代表初招集を受けた。チリ代表戦ではベンチに座り控えとなったが、低調なパフォーマンスのために出場はならなかった。その後、スコットランド代表戦でアイルランドB代表として同年11月に出場を果たし、これはコーク・シティFC史上初めての事であった。
2007年5月には、アメリカ合衆国に親善試合で遠征するアイルランド代表に選出された。代表初出場となったのは5月23日にジャイアンツ・スタジアムで行われたエクアドル代表戦で、好印象を残した。そのため3日後にジレット・スタジアムで行われたボリビア代表戦でも出場を果たし、グレン・クロウが2002年にギリシャ代表戦に出場して以来となるクラブ別初出場選手となった。

## タイトル

### クラブ
コーク・シティFC
- リーグ・オブ・アイルランド (1): 2005
- FAIカップ (1): 2007
- セタンタ・スポーツ・カップ (1): 2008

リムリックFC
- リーグ・オブ・アイルランド・ファースト・ディヴィジョン (1): 2012
- マンスター・シニア・カップ (1): 2011-12

ブルネイDPMM FC
- Sリーグ (1): 2015
- シンガポール・リーグカップ (1): 2014

### 個人
- PFAIファースト・ディヴィジョン年間最優秀選手 (1): 2012